# 伸光写真サービス
伸光写真サービス株式会社は、神奈川県横浜市に本社を置く精密部品製造、および、フィルムマスク製造メーカーである。

## 沿革
- 1977年 - 東京都大田区に資本金800万円にて伸光写真サービス株式会社を設立。
- 1982年 - 横浜市の現住所に移転。
- 1984年 - 資本金1000万円に増資。
- 1985年 - 資本金2000万円に増資。
- 1997年 - 資本金2450万円に増資。
- 2001年 - エッチングライン増設。
- 2006年 - 資本金3450万円に増資。
- 2014年
  - 4月 - 各種手当や休暇制度などによって「よこはまグッドバランス賞」（働きやすく子育てしやすい中小事業所）に認定[1]。
  - 9月 - 「横浜型地域貢献企業」の最上位認定を取得[2][3]。

## 主な製品
- プリント基板（テフロン基板、多層基板、フレキシブル基板など）高周波基板の試作を得意とする
- セラミックアルミナ基板（薄膜、厚膜）
- メタルエッチング製品（リードフレーム、エンコーダなど）
- 工業用精密フィルムマスク（産業用・民生用プリント基板用、フォトエッチング用）